# سفارة السويد في رومانيا
سفارة السويد في رومانيا هي أرفع تمثيل دبلوماسي لدولة السويد لدى رومانيا. تقع السفارة في بوخارست وهي تهدف لتعزيز المصالح السويدية في رومانيا.

## وصلات خارجية
- قائمة سفارات السويد
- قائمة السفارات في رومانيا